# Lola calamidades
Lola calamidades foi uma telenovela colombiana produzida pelo RTI e exibida pelo Canal Uno em 1987.
Foi protagonizada por Nórida Rodríguez e José Luis Paniagua.

## Sinopse
Lola calamidades conta a história de uma mulher que se condena a viver em um cemitério por causa de sua má sorte, que faz com que a miséria por onde passa. Quando Lola retorna à civilização, ele permanece fortuna adversa. Mas no amor, beleza cativa o homem mais atraente do povo

## Elenco
- Nórida Rodríguez.... Lola Carreño / María Dolores "Lola" Yanequé Carreño
- José Luis Paniagua.... Claudio Machado Vallejo
- Héctor Rivas.... Ismael Yanequé
- Delfina Guido.... Marisa Montañez vda de Galeano
- Teresa Gutiérrez.... Bárbara Vallejo Vda De Machado
- Consuelo Luzardo.... Yesenia Barrera Vda De Cardosa
- Carlos Congote
- Javier Sáenz
- Carmen Marina Torres.... Primitiva
- Víctor Hugo Ruíz
- Margarita Durán... Débora Cardosa Barrera
- Edgardo Román.... Don Próspero Cancino
- John Silva.... José Hilario
- Patricia Silva.... Esperanza Capurro

## Versões
- Lola Calamidades - Versão equatoriana da novela, produzida pela Ecuavisa e protagonizada por Cristina Rodas e Francisco Terán.

- Dulce ave negra - Segunda versão da novela produzida pela RTI em 1993 e protagonizada por Marcela Gallego e Fernando Allende.

- Bella calamidades - Terceira versão da novela produzida pela RTI para a Caracol Televisión e Telemundo e foi protagonizada por Danna García e Segundo Cernadas[1].

- Mi adorable maldición - Versão mexicana da novela, produzida por Ignacio Sada Madero para a Televisa em 2017 e protagonizada por Renata Notni e Pablo Lyle[2].

## Prêmios
- Prêmio Telesemana a Melhor Telenovela